# Rocha (ryba)
Rocha (Rhinobatos rhinobatos) – gatunek ryby rajokształtnej z rodziny rochowatych (Rhinobatidae).

## Występowanie
Wschodni Atlantyk od południowej części Zatoki Biskajskiej do Angoli, także w Morzu Śródziemnym.
Występuje w płytkich wodach na piaszczystym lub mulistym dnie.

## Cechy morfologiczne
Osiąga maksymalnie do 1 m długości. Ciało w przedniej części spłaszczone grzbietobrzusznie, tylna część walcowata. Pysk długi, trójkątny, zaokrąglony na końcu. Oczy położone na wierzchu, a otwór gębowy na brzusznej stronie. Uzębienie w postaci wielu rzędów małych zaokrąglonych zębów, tworzących strukturę podobną do plastra miodu. Płetwy grzbietowe jednakowej wielkości znajdują się na trzonie ogonowym. Płetwy piersiowe są przyrośnięte w całości do boków głowy i przedniej części tułowia. Płetwa ogonowa dobrze rozwinięta, bez dolnego płatu.
Grzbiet od brązowoszarego do oliwkowego. Strona brzuszna biaława, płetwy grzbietowe i ogonowe z jasnymi krawędziami.

## Odżywianie
Żywi się zwierzętami żyjącymi na dnie – zjada głównie kraby, ślimaki, małże oraz żyjące przy dnie ryby. Może powodować także znaczne szkody w hodowlach ostryg.

## Rozród
Ryba jajożyworodna.